# Parco nazionale Chapada dos Veadeiros
Il parco nazionale Chapada dos Veadeiros è un'area naturale protetta del Brasile situata nello Stato del Goiás, a 250 chilometri di distanza da Brasilia e a 500 chilometri da Goiânia. Il parco, istituito l'11 gennaio 1961, si estende su di una superficie di 655 chilometri quadrati.
Nel 2001 il parco nazionale Chapada dos Veadeiros è stato incluso nell'elenco dei patrimoni dell'umanità dell'UNESCO.

## Territorio
Il clima è tropicale, con temperature medie nell'ordine dei 24-26 gradi (esse variano da un minimo di 4-8 gradi in inverno ad un massimo di 40-42 gradi in estate). Il punto più elevato del parco è il Serra da Santana, a 1.650 metri.
Il fiume principale del parco è il Rio Preto, un affluente del fiume Tocantins. Lungo il suo corso vi sono numerose cascate, come quelle del Rio Preto (alte 120 metri) e le cascate Cariocas nonché splendidi canyon, con pareti alte fino a 40 metri e valli larghe fino a 300 metri.

## Flora
Il parco presenta una notevole vegetazione, con foreste in cui abbondano le orchidee (se ne contano 25 specie) e altre specie tipicamente brasiliane.

## Fauna
La ricca fauna del parco comprende specie in pericolo d'estinzione, come il cervo delle Pampas (Ozotoceros bezoarticus), il cervo del Pantanal (Blastocerus dichotomus), il crisocione (Chrysocyon brachyurus) e il giaguaro (Panthera onca). Altre specie presenti sono il nandù, il seriema, il coniglio coda di cotone, l'armadillo gigante, il formichiere, il capibara, il tapiro, il tucano dal becco verde e due specie di avvoltoio, Coragyps atratus e Sarcoramphus papa.